# NGC 2591
NGC 2591 é uma galáxia espiral (Sc) localizada na direcção da constelação de Camelopardalis. Possui uma declinação de +78° 01' 32" e uma ascensão recta de 8 horas, 37 minutos e 25,5 segundos.
A galáxia NGC 2591 foi descoberta em 12 de Agosto de 1866 por Heinrich Louis d'Arrest.